# Upper Dallachy
Upper Dallachy est une localité de Moray, en Écosse.